# ميناء شنغهاي

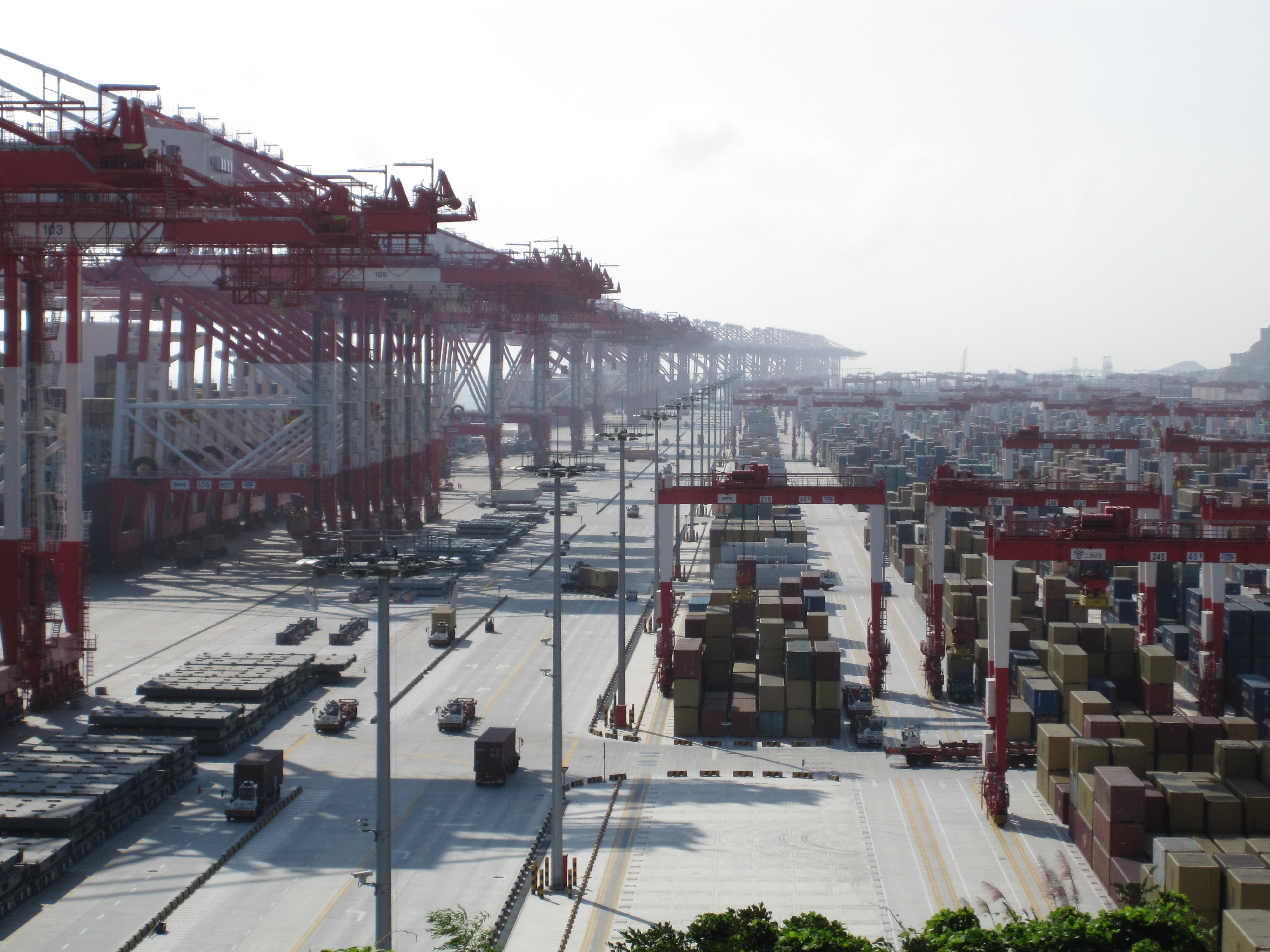
جانب من حاويات ميناء شنغهاي

ميناء شنغهاي وهو ميناء تجاري يقع بجوار منطقة شنغهاي الصينية ويضم ميناء المياه العميقة وميناء نهر.وفي عام 2010، تفوق ميناء شنغهاي على ميناء سنغافورة ليصبح الميناء الأكثر ازدحاما في العالم بالنسبة للحاويات ويتعامل مع ميناء شانغهاي 29050000 حاوية نمطية، في حين كان ميناء سنغافورة من نصف مليون حاوية نمطية قبل ذلك.
في عام 2011 وصل ميناء شانغهاي رقما قياسيا جديدا تاريخيا من خلال التعامل مع أكثر من 30 مليون حاوية نمطية.

## موقعه
ميناء شنغهاي يواجه بحر الصين الشرقي إلى الشرق، وخليج هانغتشو في الجنوب. ويشمل رؤساء نهر اليانغتسى، ونهر هوانغبو (الذي يدخل نهر اليانغتسى)، ونهر تشيانتانغ.

## الإدارة
وتدير ميناء شنغهاي بواسطة ميناء شنغهاي الدولي الذي حل محل هيئة ميناء شنغهاي في عام 2003. شنغهاي الدولي ميناء المحدودة هي شركة مساهمة عامة مدرجة، والتي من حكومة بلدية شانغهاى تمتلك 44.23 في المئة من الأسهم القائمة.

## تاريخ
خلال عهد أسرة مينغ، ما هو الآن في مدينة شنغهاي كان جزءا من جيانغسو (مع جزء صغير في مقاطعة تشجيانغ). في حين شنغهاي أصبح مركز المحافظة في عهد أسرة يوان، إلا أنها ظلت مدينة صغيرة نسبيا.
أدى موقعها عند مصب نهر اليانغتسى لتنميتها والتجارة الساحلية وضعت خلال عهد اسرة تشينغ الملكية، وخصوصا في العصر تشيان لونغ. تدريجيا، تجاوز ميناء شانغهاى ميناء نينغبوه وميناء قوانغتشو ليصبح أكبر ميناء في الصين في ذلك الوقت.
في عام 1842، أصبح ميناء شنغهاي بمعاهدة، وبالتالي تطوير مدينة تجارية دولية. من أوائل القرن 20، وكان أكبر مدينة في الشرق الأقصى، وأكبر ميناء في الشرق الأقصى.
في عام 1949، مع سيطرة الشيوعي في شنغهاي، وخفض التجارة مع العالم الخارجي بشكل كبير. كان للسياسة الاقتصادية للجمهورية الشعبية أثر مدمر على البنية التحتية في شانغهاى، وتنمية رأس المال.
في عام 1991، سمحت الحكومة المركزية شنغهاي للشروع في الإصلاح الاقتصادي. ومنذ ذلك الحين، وضعت ميناء شنغهاي بوتيرة متزايدة. بحلول عام 2005، تم بناء ميناء يانغشان في المياه العميقة في جزر يانغشان، مجموعة من الجزر في خليج هانغتشو، وربط شنغهاي بواسطة جسر دونغهاي. سمح هذا التطور في الميناء للتغلب على ظروف المياه الضحلة في موقعه الحالي، وآخر لمنافسة ميناء في المياه العميقة، وقريب نينغبو وتشوشان.

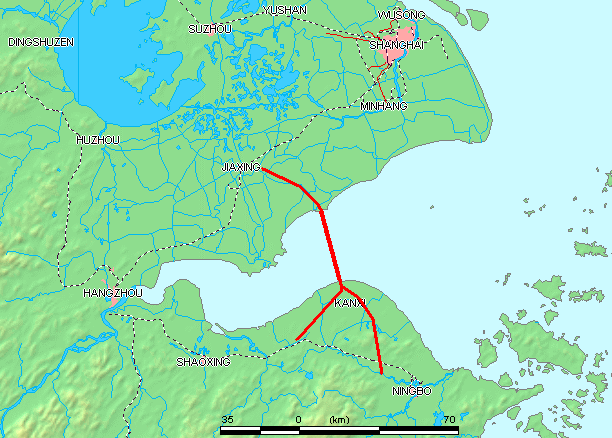
خريطة ميناء شنغهاي

## ارقام
- 1984: 100 مليون طن (طن متري) انتقل
- 1999: 186 مليون طن
- 2005: 443 مليون طن
- 2006: 537 مليون طن
- 2007: 561 مليون طن
- 2008: 582 مليون طن من البضائع والحاويات المكافئة 28000000 [4]
- 2009: 590 مليون طنا[3]